# Remisiune spontană
Remisiunea, sau remisia spontană, numită și vindecare spontană sau regresie spontană, este o ameliorare sau vindecare neașteptată a unei boli care de obicei progresează. Acești termeni sunt folosiți de regulă pentru a descrie ameliorări neașteptate, temporare sau definitive, ale cancerului. Denumirea de remisie spontană se preferă în cazul cancerelor sistemului hematopoietic (cancerul de sânge⁠(d), de exemplu, leucemia), în timp ce cel de regresie spontană se referă la tumorile palpabile⁠(d). Ambii termeni se pot folosi însă și interschimbabil.

## Definiție
Regresia și remisia spontană a cancerului a fost definită de Everson și Cole în cartea lor din 1966 drept „dispariția parțială sau completă a unei tumori maligne în absența oricărui tratament sau în prezența unei terapii care este considerată inadecvată pentru a exercita o influență semnificativă asupra bolii neoplazice”.

## Frecvența regresiei spontane în cancer
S-a presupus de mult timp că regresiile spontane, și cu atât mai mult vindecarea cancerului sunt fenomene rare și că unele forme de cancer sunt mai predispuse la evoluții neașteptate (melanom⁠(d), neuroblastom⁠(d), limfom) decât altele (carcinom). Frecvența era estimată la aproximativ 1 din 100.000 de cancere; totuși, această proporție ar putea fi o subestimare sau o supraestimare. În primul rând, nu toate cazurile de regresie spontană pot fi identificate, fie pentru că cazul nu a fost bine documentat, fie pentru că medicul nu a fost dispus să publice, fie pentru că pacientul a încetat să mai frecventeze o clinică. Pe de altă parte, în ultimii 100 de ani aproape toți pacienții cu cancer au primit o formă de tratament, iar influența acelui tratament nu poate fi întotdeauna exclusă.
Este probabil ca frecvența regresiei spontane în tumorile mici să fi fost drastic subestimată. Într-un studiu atent conceput asupra mamografiei, s-a constatat că 22% din toate cazurile de cancer de sân au suferit regresie spontană.

## Cauze
Everson și Cole au oferit ca explicație pentru regresia spontană a cancerului:
„În multe din cazurile analizate [...] trebuie să recunoaștem că factorii sau mecanismele responsabile pentru regresia spontană sunt obscure sau necunoscute în lumina cunoștințelor actuale. Cu toate acestea, în unele din cazuri, cunoștințele disponibile permit să se infereze că influențele hormonale au jucat probabil un rol important. [...] În alte cazuri, protocoalele sugerează puternic că este responsabil un mecanism imunitar.”
Challis și Stam, chiar mai nedumeriți, au concluzionat în 1989: „În rezumat, ne rămâne să concluzionam că, deși un număr mare de cazuri interesante și neobișnuite continuă să fie publicate anual, există încă puține date concludente care explică apariția regresiei spontane”.
Apoptoza (moartea celulară programată) și angiogeneza⁠(d) (creșterea de noi vase de sânge) sunt uneori discutate ca posibile cauze ale regresiei spontane. Dar ambele mecanisme au nevoie de declanșatori biochimici adecvați și nu se pot declanșa cu de la sine putere. Într-adevăr, în multe celule canceroase apoptoza este defectuoasă, iar angiogeneza este activată, ambele efecte fiind cauzate de mutații în celulele canceroase; cancerul însuși există deoarece ambele mecanisme funcționează defectuos.
Există mai multe cazuri de regresii spontane ale cancerului care apar după o febră cauzată de infecție, ceea ce sugerează o posibilă legătură cauzală. Dacă această coincidență în timp ar fi o legătură cauzală, aceasta ar trebui să se declanșeze și ca efect profilactic, adică infecțiile febrile ar trebui să scadă riscul de a dezvolta cancer mai târziu în viață. Aceasta ar putea fi confirmată prin colectarea de studii epidemiologice.

## Documentare
- Rohdenburg (1918) a rezumat 185 de regresii spontane[10]
- Fauvet a raportat 202 cazuri între 1960 și 1964[11]
- Boyd a raportat 98 de cazuri în 1966[12]
- Everson și Cole au descris 176 de cazuri între 1900 și 1960[2][13]
- Challis a rezumat 489 de cazuri între 1900 și 1987[5]
- O'Regan Brendan, Carlyle Hirschberg au colectat peste 3.500 de referințe din literatura medicală[14]
- Hobohm, într-o meta-analiză⁠(d), a investigat aproximativ 1000 de cazuri[3]
- Turner, într-un studiu de cercetare calitativă⁠(d), a realizat interviuri cu 20 de pacienți cu remisii spontane[15]
- Surviving Against All Odds - unicul singurul supraviețuitor într- un „studiu cu interferon gamma”[16]